# August von Gall

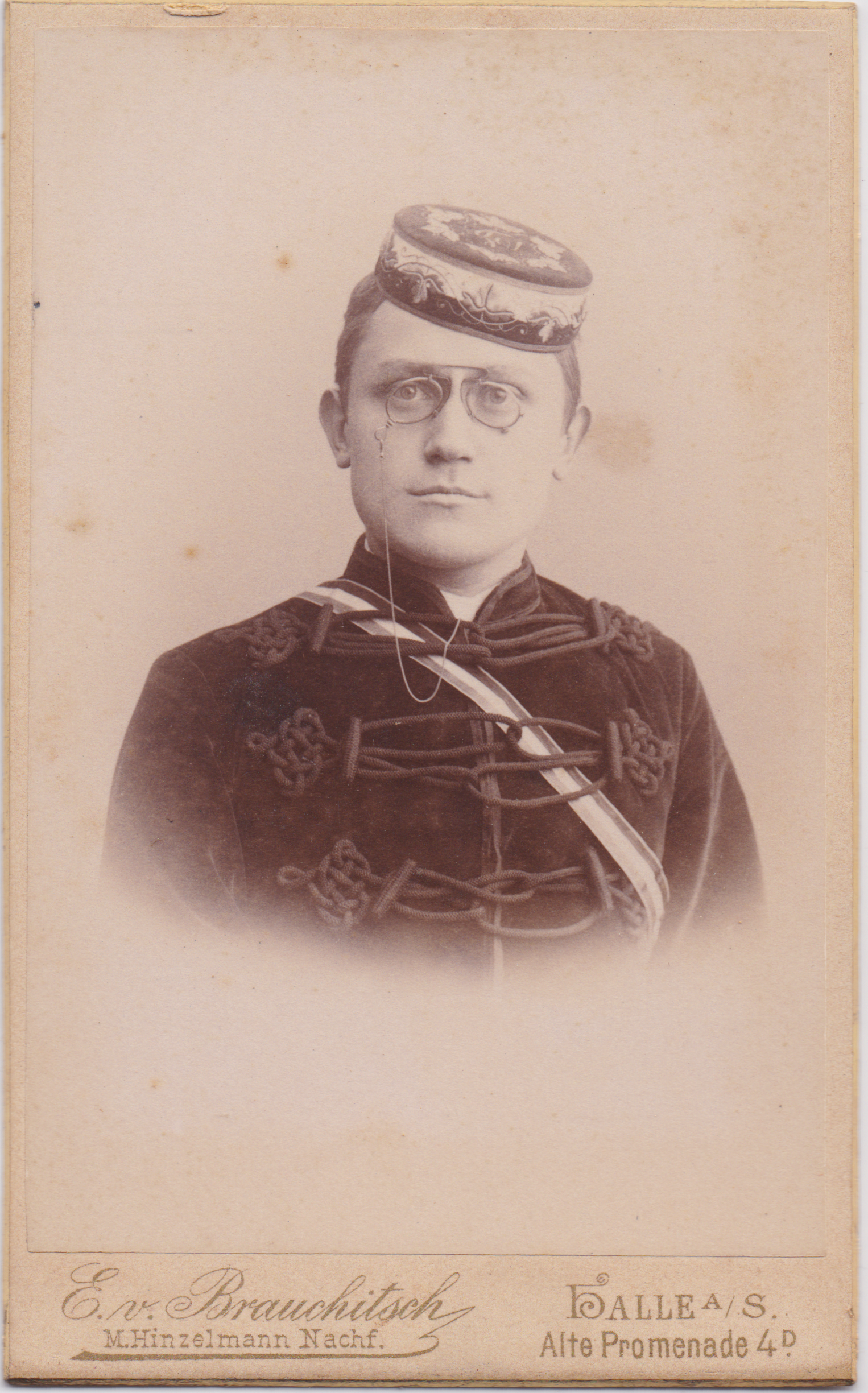
Der Student Freiherr August von Gall mit Prunktönnchen

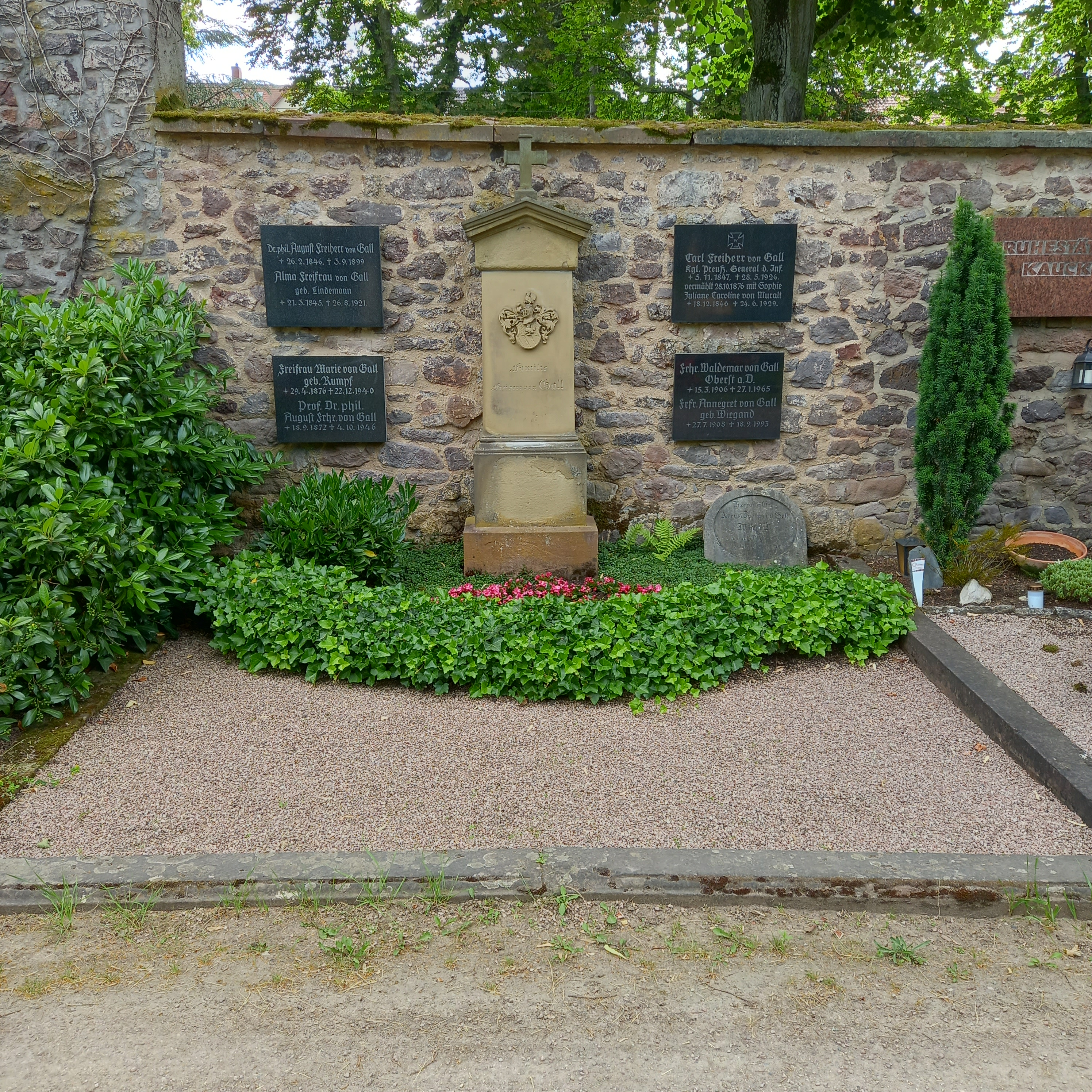
Das Grab von August von Gall und seiner Ehefrau Marie geborene Rumpf im Familiengrab auf dem Alten Friedhof Darmstadt

August Freiherr von Gall (* 18. September 1872 in Lemgo; † 4. Oktober 1946 in Scheuern) war ein deutscher Theologe und Orientalist. Er war außerordentlicher Professor für Theologie an der Universität Gießen.

## Leben
Er stammte aus dem Adelsgeschlecht der Freiherren von Gall. Seine Eltern waren Freiherr August Johann Ludwig Karl Wilhelm von Gall (* 26. Februar 1846; † 3. September 1899), der Rektor der Realschule in Darmstadt, und dessen Ehefrau Alma Lindemann (1845–1921).
Nach dem Besuch der Gymnasien in Mainz und Darmstadt studierte er an den Universitäten Halle, Berlin und Gießen Theologie und Orientalistik. Er wurde Mitglied im Hallenser, Berliner und Gießener Wingolf. 1897 arbeitete er zunächst als Pfarrer und Religionslehrer und wurde 1909 dann Oberlehrer und Professor am Gymnasium Gießen. Bereits 1910 habilitierte er sich an der Universität Gießen, wo er eine Honorarprofessur erhielt. 1914 wurde er dann außerordentlicher Professor in Gießen. Ab 1920 war er ordentlicher Honorar-Professor der Theologie (Altes Testament) in Gießen, bis er 1937 emeritiert wurde.
Gall heiratete am 18. April 1900 in Ockstadt bei Friedberg die Oberförsterstochter Marie Rumpf (* 29. April 1876; † 22. Dezember 1940). Das Paar hatte wenigstens zwei Söhne:
- Werner (1902–1942), gefallen bei Stalingrad, Forstmeister, ⚭ 1934 Irmgard Decker (* 14. August 1905)
- Waldemar (1906–1965), Oberst a. D., ⚭ 1932 Annegret Wiegand (* 27. Juli 1908)

## Werk
August von Gall arbeitete zu Darstellungen des Reich Gottes im Alten Testament und in vorchristlichen Religionen. Bekannt wurde er aber vor allem durch seine Publikation des Samaritanischen Pentateuchs. Als Grundlage dafür dienten ihm handschriftliche Quellen, die in Europa und Vorderasien verstreut waren. Später beschäftigte er sich mit der Kultur der Azteken und brachte unter anderem eine kommentierte Auswahl aztekischer Medizinbücher in deutscher Sprache heraus.
Nachdrucke:
- A. von Gall (Hrsg.): Der hebräische Pentateuch der Samaritaner. Berlin 1966 (photomechanischer Nachdruck der Ausgabe Gießen 1918), Nachdruck: Walter de Gruyter, 1993, ISBN 3-11-009258-1.
- A. von Gall: Medizinische Bücher (tici-amatl) der alten Azteken aus der ersten Zeit der Conquista. VWB-Verlag für Wissenschaft und Bildung, Nachdruck 1997, ISBN 3-927408-11-5.